# Lucio Fariña
Lucio Roda Fariña Fernández (Quillota, 16 de octubre de 1934 - Ib., 14 de febrero de 2015) fue un profesor normalista y periodista deportivo chileno, ganador del Premio Nacional de Periodismo Deportivo de Regiones en 1996. Desde el año 2002 el Estadio Municipal de Quillota lleva su nombre como homenaje.

## Biografía
Se formó como profesor en la Escuela Normal Superior José Abelardo Núñez de Santiago, y tras titularse ejerció la docencia en la Escuela 1, y en la Escuela Ramón Freire de la ciudad de Quillota, en donde llegó a ser director del establecimiento.
En el ámbito periodístico, en el año 1954, impulsado por la entrada de San Luis de Quillota al fútbol profesional un año antes, creó el programa Tribuna deportiva en Radio Chacabuco, espacio que transmitía la actualidad deportiva de la zona y que se transformó en el centro de programación de encuentros deportivos. Trabajó de manera paralela como corresponsal para las radios Minería y Cooperativa de la capital, así como también en la redacción de las revistas Estadio y Gol y Gol, y de los periódicos Las Últimas Noticias, La Estrella de Valparaíso, El Mercurio y El Mercurio de Valparaíso, además de ser editor deportivo de El Observador.
Falleció el 14 de febrero de 2015, a las 12:45 horas, a causa de un paro cardiorespiratorio.

## Premios
| Premio                                              | Año  |
| --------------------------------------------------- | ---- |
| Premio Nacional de Periodismo Deportivo de Regiones | 1996 |
| Hijo ilustre de Quillota                            | 1996 |